# Língua tiruray
Tiruray ou Teduray é uma língua Austronésia falada por cerca de 50 mil pessoas pessoas do sul das Filipinas. O tiruray é falado em Datu Blah T. Sinsuat, Upi (Maguindanao), nos municípios de Upi do Sul, sudoeste de Maguindanao, município Lebak e noroeste de Sultan Kudarat.  Em 1892, P. Guillermo Benassar publicou um dicionário Espanhol-Tiruray.

## Escrita
O alfabeto latino usado pelo Tiruray não está em nenhuma ordem particular, mas o léxico usa 22 letras na seguinte ordem: ˀ, a, b, k, d, e, é, f, g, h, i, l, m, n, ŋ, o, r, s, t, u, w, y.

## Fonologia
Duas características diferenciam o idioma tiruray de outras línguas austronésias da região. O primeiro é um sistema de seis vogais, e o segundo é a falta de uma oclusiva bilabial, mas a presença de uma fricativa bilabial em seu lugar.

### Consoantes
|           |               | Bilabial | Alveolar | Palatal | Velar | Glotal |
| --------- | ------------- | -------- | -------- | ------- | ----- | ------ |
| Nasal     | Nasal         | m        | n        |         | ŋ     |        |
| Oclusiva  | surda         |          | t        |         | k     | ʔ      |
| Oclusiva  | sonora/small> | b        | d        |         | g     |        |
| Fricativa | Fricativa     | f        | s        |         | h     |        |
| Lateral   | Lateral       |          | l        |         |       |        |
| Vibrante  | Vibrante      |          | r        |         |       |        |
| Semivogal | Semivogal     | w        |          | j       |       |        |

### Vogais
A língua Tiruray possui seis fonemas vogais. Eles são divididos em três categorias: vogais anteriores, intermediários e posteriores.
|           | Anterior | Média | Posterior |
| --------- | -------- | ----- | --------- |
| Fechada   | i        | e     | u         |
| Medial    | é        | a     |           |
| Posterior |          |       | o         |

Os vogais / a, i, é / têm alofones usados antes de t, k, plosivas sonoras, nasais, / l / e / r / em sílabas fechadas.

### Sílabas
Tiruray não permite sequências vocais. A estrutura da sílaba é CVC ou CV. A maioria das bases de palavras em Tiruray tem duas sílabas, mas os radicais podem ter de uma a cinco sílabas. Adicionando afixos, uma palavra pode consistir em até oito sílabas.
Não há restrição quanto às consoantes usadas em uma palavra, desde que a palavra siga o CVC ou a estrutura do CV. No entanto, as letras / w / e / y / nunca seguem / i /, e a mesma regra se aplica a / w / após / u /. 

### Tonicidade
A ênfase da palavra primária é colocada no ante-penúltimo (terceira da última sílaba) ou no penúltimo (segunda à última sílaba) de uma palavra com quatro sílabas ou mais. O acento secundário está presente em palavras polissilábicas, precedendo o acento primário por duas sílabas. O estresse não é contrastivo e não fonético.

## Morfologia

### Substantivos
Substantivos singulares são seguidos por  é  e substantivos plurais são precedidos por  de . Isso é exemplificado abaixo:
| Mitem i rawen é.
| preto ?? nuvem N.SG
| 'A nuvem é negra.'}}

| Mitem i de rawen.
| preto ?? Nuvem N.PL
| 'As nuvens são negras.'}}

### Verbos
Os verbos do Tiruray consistem em um afixo e uma base verbal. Os verbos são divididos em três categorias numeradas 1, 2 e 3.
Os verbos que são aceitos em um quadro de caso com um atuante objetivo são classificados como verbo 1.  Um exemplo disso é o seguinte:
| Menley, você é sabon
| comprei eu ?? sabão
| 'Comprei sabonete.'}}
Verbos do tipo Verbo 2 não requerem um atuante objetivo no quadro do caso.  Um exemplo de Verbo 2 é o seguinte:
| elementu u.
| correr I
| 'Estou correndo.'}}
O verbo 3 refere-se aos verbos que aceitam afixos e são verbalizados. O verbo 3 é dividido em verbo 3a e 3b. O verbo 3a são aqueles substantivos verbalizados que não precisam de nenhum agente atuante. Exemplos de tais substantivos são  ranaˀ  'chuva' e  lubaˀ  'terremoto'. Os verbos que aceitam afirmações além dos mencionados acima são o verbo 3b e podem ocorrer com os actantes. Exemplos do tipo Verbo 3 são  enintura  'pintado' é derivado da raiz do substantivo  fintura  'pintar', e  melansa  'passar' é derivado da raiz do substantivo  felansa  'ferro de passar'.
O objeto refere-se às coisas ou pessoas afetadas pela ação ou estado identificado pelo verbo. 
| Tweet i Maria é  beˀ   kaˀan   é   ˀeŋaˀ .
| trouxe ?? Maria N.SG seu filho N.SG ??
| 'Maria trouxe seu filho.'}}

### Benefícios
Este é o caso do ser animado para o qual uma ação escolhida pelo verbo é realizada, ou o caso do ser animado para o qual um objeto especificado na Proposição é destinado ou reservado. 
| Menley u safiyu  fara   ka   Marina  é.
| comprei um chapéu para ?? Marina N.SG
| 'Comprei um chapéu para a Marina.'}}

### Locativo
O locativo indica a orientação espacial da ação ou estado identificado pelo verbo. 

| Semayaw i eŋaˀ é  dob   beˀ   ˀiroˀo   mo   é .
| pular ?? criança N.SG ?? ?? cama seu N.SG
| 'A criança está pulando na sua cama.'}}

### Dativo
É o caso do animado sendo diretamente afetado pela ação ou pelo estado identificado pelo verbo. 
| Semulat i Linda é dob beˀ ideŋ no é beˀ bayuk.
| escrever ?? Linda N.SG ?? ?? mãe dela N.SG ?? poema
| 'Linda escreve um poema para a mãe.'}}

### Instrumental
Isso marca o agente que expressa o objeto ou ser que é usado como um instrumento ou meio na realização da ação ou estado identificado pelo verbo.
| Benaˀus ku i eŋaˀ é  beˀ   mot   é .
| envolvido I ?? criança N.SG ?? cobertor N.SG
| 'Envolvi a criança com o cobertor.'}}

## Sintaxe

### Ordem das palavras
Na ordem básica das palavras, o predicado seguido pela série de NPs. O actante agentivo ou objetivo segue imediatamente após o predicado. Quando o agente é o tópico, os atuantes agentes e objetivos podem ser alterados sem causar qualquer alteração semântica.
| top =  'Verbo, Agente, Objetivo' 
| [Miber] [i eŋaˀ é] [beˀ batew é].
| [jogar] [?? criança N.SG] [?? pedra N.SG]
| 'A criança atira a pedra.'}}
| top =  'Agente Verbo objetivo' 
| [Miber] [beˀ batew é] [i eŋaˀ é].
| Jogue [?? stone N.SG] [?? criança N.SG]
| 'A criança atira a pedra.'}}
Ambas as formas são fornecidas gramaticalmente com esta frase e o sujeito. Em todos os outros casos, qualquer atuante tópico segue o agente.

## Empréstimos
O povo tiruray adotou palavras de diferentes lugares e, embora nem todas tenham sido confirmadas, segundo os próprios falantes de tiruray as fontes dos empréstimos são chinês, inglês, hiligaynon, maguindanao, espanhol e tagalo. Estas são as línguas confirmadas, dadas pelas opiniões dos falantes do Tiruray. Um idioma não listado como fonte é o sânscrito, mas os itens lexicais sugeridos são percebidos como palavras nativas pelos falantes. Embora algumas palavras também sejam emprestadas do árabe, elas foram inseridas por meio de Maguindanao.

## Amostra de texto
Pai Nosso
Ay niy ufamawe de. Dasal gom loo bé ni, Abay gey dob lawayo, kéluhanay étéwe damén fángadafé ro Beem. Féguléwo mo damén i kéluhanay de étéw inok i kétaya muwe mérigo dob fantade ni loo so bé mérigowe dob lawayo. Irayan gei bé amaé keye bé ni gai. Fásagada mo begey bé de sala gei loo so bé kéfésagad geye bé de énggésala begey. Kago fédayaén begey météngkad rémigo sala. Brab diyago mo begey bé Satanese.
Português
Portanto, quando você orar, deve orar assim: Pai nosso que estás nos céus, oramos para que o seu nome seja sempre santificado. Oramos para que o seu reino venha e que as coisas que você deseja sejam feitas aqui na terra, assim como no céu. Dê-nos a comida de que precisamos para cada dia. Perdoe os pecados que cometemos, assim como perdoamos as pessoas que nos fizeram mal. Não nos deixes ser tentados, mas salva-nos do Maligno.

## Bibiolgrafia
- Blust, Robert (1992). «On Speech Strata in Tiruray». In:  Ross, Malcolm D. Papers in Austronesian Linguistics 2. Canberra: Research School of Pacific and Asian Studies, Australian National University. pp. 1–52. doi:10.15144/PL-A82.1. hdl:1885/253610
- Pilongo, Filomena Emnace (1977). Tiruray: Its Syntactic Structures. Print.
- Schlegel, Stuart A. (1971). Tiruray-English Lexicon. Berkeley: University of California Press